# Mhare
Mhare (gruz.: მხარე, mkhare) vrsta je upravne podjele u Gruziji. Obično se prevodi kao područje (regija).
Prema predsjedničkim uredbama iz 1994. i 1996. godine, podjela Gruzije na mhare privremena je dok se ne riješe secesionistički sukobi u Abhaziji i Južnoj Osetiji. Na čelu područne uprave je državni povjerenik (სახელმწიფო რწმუნებული, Sakhelmts’ipo rts’munebuli, obično preveden kao „guverner”), službenik kojega imenuje predsjednik.
Regije se dalje dijele na okruge. U Gruziji postoji 9 područja:
| Područje (mhare)               | Središte   | Stanovništvo (1. siječnja 2019.) |
| ------------------------------ | ---------- | -------------------------------- |
| Gurija                         | Ozurgeti   | 109 396                          |
| Imeretija                      | Kutaisi    | 497 396                          |
| Kahetija                       | Telavi     | 312 453                          |
| Donja Kartlija                 | Rustavi    | 433 162                          |
| Mcheta-Mtianetija              | Mcheta     | 93 636                           |
| Rača-Lečhumi i Donja Svanetija | Ambrolauri | 29 701                           |
| Megrelija-Gornja Svanetija     | Zugdidi    | 316 195                          |
| Samche-Džavahetija             | Ahalcihe   | 154 139                          |
| Unutarnja Kartlija             | Gori       | 257 279                          |